# Тринадесета кукушка дружина
Тринадесета кукушка дружина е военна част от Македоно-одринското опълчение. Формирана е на 3 март 1913 година в Кешан, като в състава ѝ са включени бивши войводи и четници от Партизанските формирования на МОО, участвали в Балканската война. Ротните командири и офицерския състав са извадени от състава на 2-ра пехотна тракийска и 7-а пехотна рилска дивизия. Дружината е разформирана на 10 септември 1913 година.

## Команден състав
- Командир на дружината: Капитан Тодор Пенев
- Адютант: Димитър Рохов
- 1-ва рота: Подпоручик К. Раев
- 2-ра рота: Подпоручик Никола Тасев
- 3-та рота: Подпоручик Траян Траянов
- 4-та рота: Подпоручик Пейо Кънчев
- Младши офицери: Подпоручик Тодор Тодоров
- Офицерски кандидат Христо Божков
- Завеждащ прехраната: Стоян Филипов
- Свещеник: Христо Наков
- Ковчежник: Атанас Мурджев[2]

## Известни доброволци
- Гоно Азъров
- Никола Андреев
- Иван Белчев
- Гоне Бегинин
- Тодор Божиков
- Христо Божков
- Гоце Бърдаров
- Йонко Вапцаров
- Поцко Васев
- Борис Демирджиев
- Атанас Дангалаков†
- Никола Ихчиев
- Траян Китанов
- Милош Колчагов
- Илия Крантев
- Андон Кьосето
- Георги Лаков
- Григор Мишкаров
- Атанас Мурджев
- Стоян Мълчанков
- Костадин Титянов
- Тома Продромов

## Боен път
През Междусъюзническата война дружината като част от 1-ва бригада на МОО участва в боевете със сърбите при Злетово, Султан тепе, Говедарник и Повиен.